# Grzegorz Krychowiak
Grzegorz Krychowiak ([ˈɡʐɛɡɔʐ krɨˈxɔvʲak]; n. 29 ianuarie 1990, Gryfice, Pomerania Occidentală, Polonia) este un fotbalist din Polonia, care joacă pe post de mijlocaș la Anorthosis în Prima Divizie Cipriotă. Pe plan internațional, are prezențe la națională pentru Polonia și Polonia U21⁠(d).
Format în Franța, la Bordeaux, a jucat pentru Reims, înainte de a ajunge la Sevilla pentru 3,5 milioane de euro în 2014, cu care a câștigat de două ori UEFA Europa League.
Krychowiak a strâns peste 20 de selecții pentru Polonia de la debutul la națională din 2008.

## Cariera la club

### Începutul carierei
Deși inițial nu s-a declarat un mare fan al fotbalului, Krychowiak s-a implicat în acest sport la insistențele fratelui său și a plecat de acasă la vârsta de 12 ani să se alăture unui academii de sport.

### Franța
Pe 26 noiembrie 2009, Krychowiak a semnat cu clubul francez Stade de Reims până la finalul sezonului, care l-a împrumutat de la Bordeaux. El a devenit rapid titular și a marcat două goluri care au ajutat clubul să promoveze în Ligue 2. Reims și Bordeaux au ajuns la un acord pentru a prelungi durata împrumutului pentru încă un sezon. Krychowiak a fost un jucător de bază, iar clubul a terminat pe locul 10 la revenirea în Ligue 2 si a fost votat de către fani drept cel mai bun jucător al sezonului. Deși Krychowiak, joacă de obicei ca mijlocaș defensiv, a jucat în câteva meciuri și în centrul apărării. Pe 17 noiembrie 2011 a fost împrumutat la Nantes până la finalul sezonului.
În iunie 2012, Krychowiak a semnat un contract pe trei ani cu Stade de Reims, care promovase în Ligue 1.

### Sevilla

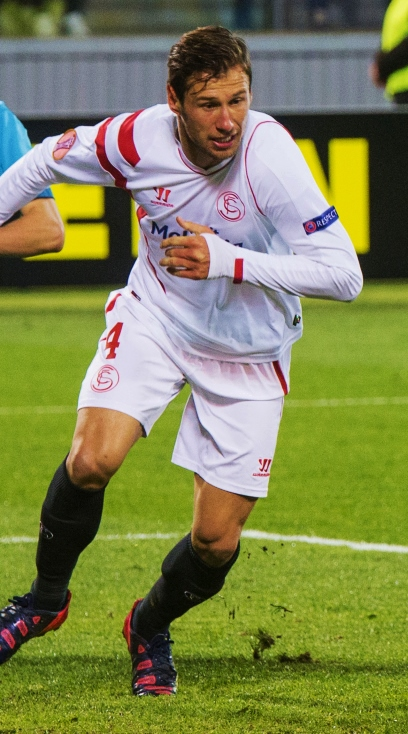
Krychowiak jucând pentru Sevilla în 2015.

În iulie 2014, Krychowiak a fost transferat de echipa spaniolă FC Sevilla pentru 4,5 milioane de euro pentru a juca ca mijlocas defensiv. El a debutat pentru Sevilla pe 12 august, în Supercupa Europei 2014 de pe Cardiff City Stadium, în care a jucat toate cele 90 de minute în înfrângerea cu 2–0 în fața celor de la Real Madrid.
Pe 27 mai 2015, Krychowiak a jucat pentru Sevilla în finala UEFA Europa League 2015, care a avut loc în Polonia, pe Stadionul Național din Varșovia. El a marcat în minutul 28 golul egalizator, Sevilla câștigând meciul cu Dnipro cu 3-2, devenind cel de-al patrulea jucător polonez pentru care a câștigat competiția. El a fost singurul jucător al Sevillei inclus în echipa sezonului de La Liga.
Pe 11 august 2015 Krychowiak a jucat în finala supercupei pierdută cu 5-4 în fața FC Barcelona, în care și-a rupt o coastă, dar în care a jucat în toate cele 120 de minute.

## Carieră internațională
A debutat la echipa națională în amicalul cu Serbia la 14 decembrie 2008. Din moment ce jocul nu a fost programat într-o dată oficială FIFA, echipa a fost compusă în mare parte din jucători din campionatul intern. Cu toate acestea, a fost considerat ca un meci oficial.
Pe 14 noiembrie 2014, Krychowiak a marcat primul său gol la națională într-un meci câștigat cu 4-0 din calificările pentru UEFA Euro 2016 cu Georgia.
A fost convocat de selecționerul Poloniei, Adam Nawałka, la Campionatul European de Fotbal din 2016.